# Mutter

## Списак песама
-{
- "Mein Herz brennt" ("Моје срце гори") – 4:39
- "Links 2, 3, 4" ("Лево 2, 3, 4") – 3:36
- "Sonne" ("Сунце") – 4:32
- "Ich will" ("Желим") – 3:37
- "Feuer frei!" ("Отвори паљбу!") – 3:08
- "Mutter" ("Мајка") – 4:28
- "Spieluhr" ("Музичка кутија") – 4:46
- "Zwitter" ("Хермафродит") – 4:17
- "Rein, raus" ("Унутра, Ван") – 3:10
- "Adios" ("Збогом") – 3:48
- "Nebel" ("Магла") – 4:54

}-

## Сингл песме са овога албума
-{
- "Links 2, 3, 4" ("Лево 2, 3, 4") – 3:36
- "Sonne" ("Сунце") – 4:32
- "Ich will" ("Желим") – 3:37
- "Feuer frei!" ("Отвори паљбу!") – 3:08
- "Mutter" ("Мајка") – 4:28

}-

## Информације о песмама

### 1.("Моје срце гори")
Ова песма говори о дечјим ноћним морама. Ослања се на стару немачку ТВ емисију звану „Der Sandmann“ (Пешчани човек). Коришћена је као почетна и завршна нумера у филму Ljilja 4-ever.

### 2.("Лева, 2, 3, 4!")
Ова песма је написана као одговор на многе тврдње да су чланови бенда Нацисти и да је њихова музика надахнула бројне пуцњаве у школама. Рефрен песме показује да су политичка гледишта чланова бенда на страни левице. Ово је јасно из стихова: "Sie wollen mein Herz am rechten Fleck / Doch seh ich dann nach unten weg / Da schlägt es links" - "Они желе моје срце на десној страни / Али, када погледам доле / Оно куца на лево(ј)".
Links zwo, drei, vier што значи Лева, два, три, четири је немачка војна корачница. 
Видео-спот за ову песму приказује колонију мрава која се бори са три бубе-уљеза, при чему један мрав игра очигледну улогу вође.

### 3.("Сунце")
Ова песма је почетно требало да буде коришћена као уводна музика за светског шампиона у боксу Виталија Кличка, али никад није употребљена у ту сврху. Радна верзија песме је имала називе "Кличко" и "Боксер". Иако није употребљена као музика за Кличка, стихови су индиректно везани за бокс.
Видео-спот приказује бизарну верзију приче о Снежани и седам патуљака. Заједничке сцене чланови бенда су снимали са кошаркашем у костиму Снежане (наравно, лице му се није видело).

### 4.("Желим")
Овде се говори о жељи појединаца да буду виђени, слушани и да им се верује, иако се видео бави опседнутошћу медија добром причом и њиховом спремношћу да криминалце уздиже као хероје, како би добили поменуту причу. Песма, сама по себи, говори да се такве радње не могу разумети. Ако поставите песму у контекст са спотом, она каже да да људи немају проблем да поверују ономе што виде на телевизији и понекад погрешно схватају поступке стварних криминалаца када нису свесни збивања иза кулиса. (У споту, када Тил говори у камеру, у позадини се види окрвављена рука, наговештавајући бруталност "криминалаца", непримећену у јавности).
Песма се такође може инетрпретирати као критика начина на који је Рамштајн приказан у јавности и на који начин се погрешне поруке преносе. У овој песми и споту се одобрава све што они раде, а бенд се противи таквом представљању.

### 5.("Отвори паљбу!" или "Пали!")
Ова песма је о болу: физичком, психолошком, душевном. Коришћена је као уводна нумера за филм xXx.

### 6.("Мајка")
Песма говори о човеку без мајке, створеном у експерименту. Такав човек жуди да се освети мајци која га није родила, дојила и гајила, док у исто време изражава љубав према таквој мајци, изражавајући двојство односа сина и мајке, у којем љубав и мржња могу истовремено да постоје.
Песма, такође, потеже етичка питања, која су била веома актуелна у време кад се албум појавио: Где би се клониран, односно генетички модификован човек могао уклопити? Ко је његова мајка? Каква питања и проблеме идентитета то потеже? Тема и питања слична оним у "Франкенштајну", где Чудовиште воли и мрзи свог творца, Виктора Франкенштајна.

### 7.("Музичка кутија")
Ово је прича о живом сахрањеном, некрштеном малишану. У песми се не наговештава пол детета. Оно је желело да "буде сасвим само", тако да је умирило своје срце. Будући некрштено, оно је "verschart", тј. сахрањено у песку, на јавном гробљу, Божјем пољу, са музичком кутијом у рукама. Након погреба, дете под земљом стиска музичку кутију, која почиње да свира. Оно пева песмицу, уз мелодију из кутије, успаванку популарну у Немачкој. Иако нема анђела који оплакују судбину детета, његову песму коначно чују људи и ипак га извуку из земље.

### 8.("Хермафродит")
За ову песму се верује да говори о нарцисоидности и бисексуалности, кроз гледиште хермафродита. Друго тумачење стихова наговештава да је ово песма о двоје љубавника, који су толико блиски, да функционишу као једно биће (стихови: "Стопљени смо у једно" и "Две душе у мојим грудима"). Рефрен одступа од уобичајеног стила Рамштајна, пошто је певан у високој октави.

### 9.("Унутра, ван")
Ово је песма о грубом сексу, конкретно, о човеку који искоришћава жене. Тил говори о односу између партнера, као о коњу и јахачу. Песму карактеришу донекле комичне метафоре: . "Јахање је било кратко. Жао ми је. Силазим, немам времена. Морам да потражим остале коње, и они желе да буду јахани". Пред крај, бенд виче "дубље" и звук бича се чује у позадини.

### 10.("Збогом")
Иако је наслов на шпанском, сама песма је на немачком. Песма се односи , било на искуства хероинског наркомана ил на жртву смтроносне инјекције (осуђеника на смрт), са очигледном негативном конотацијом. Тил такође користи слике као што су: "Geigen brennen mit Gekreisch" (Виолине горе уз врисак) и "Harfen schneiden sich ins Fleisch" (Харфе кидају месо), као покушај да да опише инјекцију истовремено као предивно и агонизујуће искуство. Накрају песме, очигледно је да је особа о којој је реч, мртва: "Er hat die Augen aufgemacht, doch er ist nicht aufgewacht" - "Очи су му отворене, али он није будан".

### 11.("Магла")
Једна од споријих песама овог бенда. Говори о пару који последњи пут шета заједно плажом, пре него што жена напусти мушкарца, пошто ће ускоро умрети. Пре него што га напусти, моли га за последњи пољубац. Годинама касније, он се више не сећа њиховог последњег пољупца, јер се десио веома давно.
Када се прочита уназад, реч "Nebel" гласи "Leben", односно "leben", што значи живот, односно живети.